# Station Fiľakovo

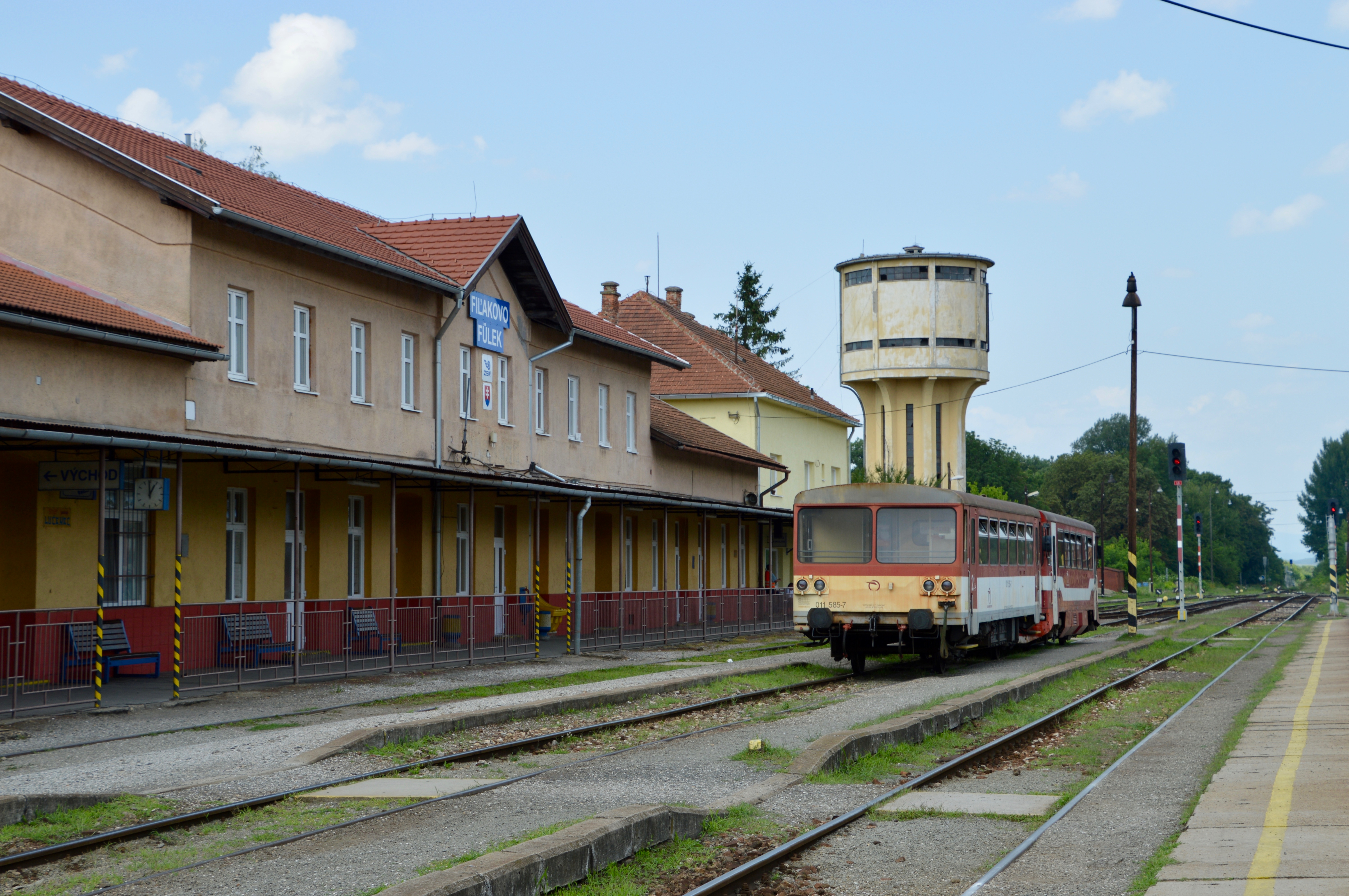
Zicht op de perrons en de sporen

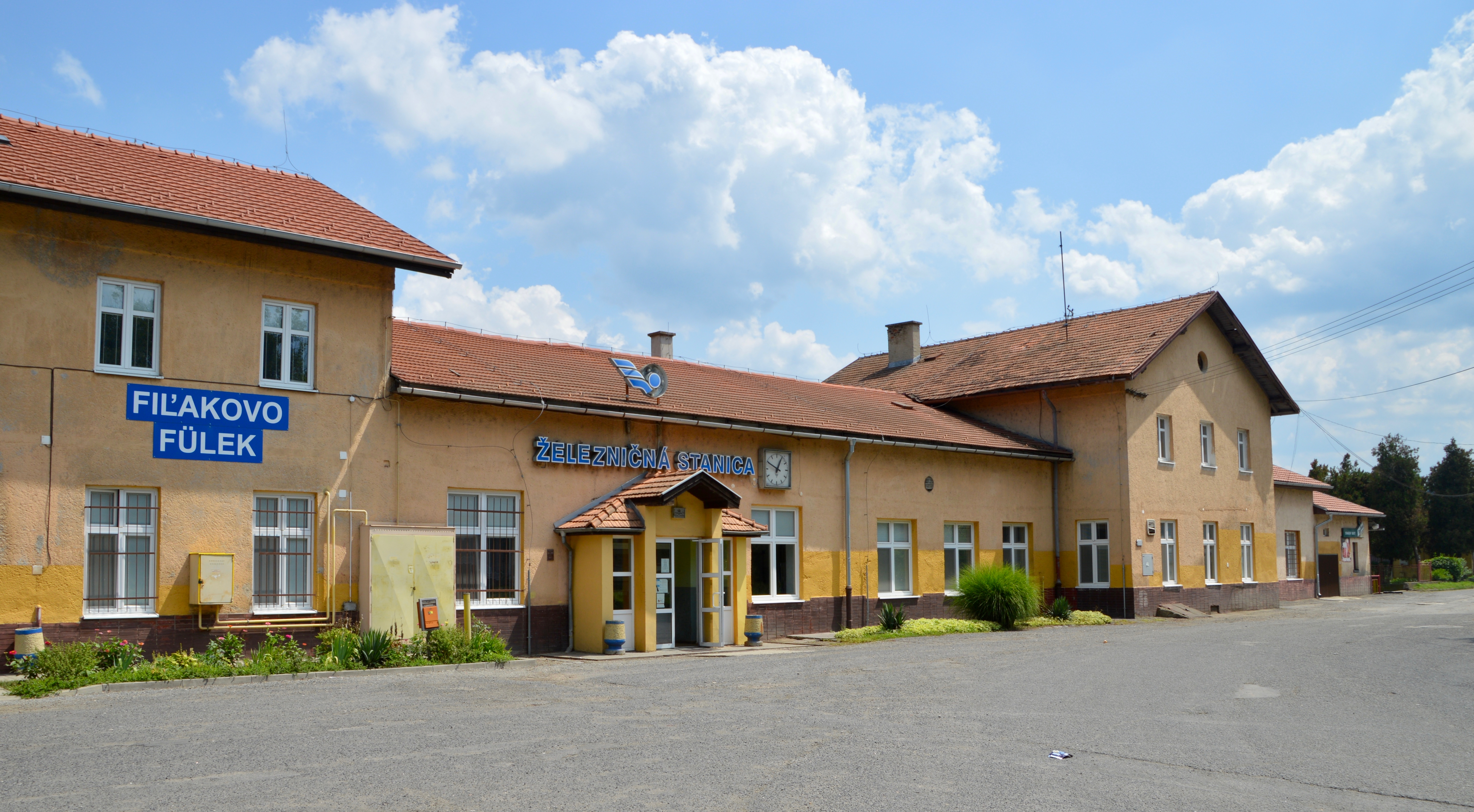
Straatzicht

Station Fiľakovo is een treinstation in de Slowaakse gemeente Fiľakovo, in de regio Banská Bystrica (district Lučenec).

## Ligging
Het station ligt in het oosten van de gemeente, aan de Železničná, aan de niet-geëlektrificeerde zuidelijke dwarslijn nummer 160 (Zvolen - Košice) en aan lijn 164 (Fiľakovo - Somoskőújfalu).

## Functie
Het station Fiľakovo wordt beschouwd als een grens- en doorvoerstation en het maakt deel uit van het regionale spoorwegdirectoraat Zvolen.

## Geschiedenis
Het station werd in 1873 gebouwd op een van de oudste Hongaarse lijnen: de zogenaamde Hongaarse Noordelijke Spoorweg (Pest – Fiľakovo – Lučenec – Zvolen – Vrútky).
Na de aanleg van de Jablonov-tunnel (tussen Lipovnik en Jablonov nad Turňou) (Okres Rožňava) en de opening van de lijn Rožňava – Turňa nad Bodvou ontstond de spoorverbinding Zvolen – Košice via Fiľakovo. Hierdoor groeide het belang van het station. In de jaren 1970 werden de ritten op de lijn Zvolen – Fiľakovo – Košice verbeterd door de aanleg van dubbelspoor op sommige secties van de lijn. Bovendien werd de lijn opgenomen in de lijst van geplande elektrificaties.
In het station is een spoordriehoek aanwezig die het indertijd mogelijk maakte om de rijrichting van stoomlocomotieven te keren. In het station was ook een draaischijf aanwezig voor een gelijkaardig doel. De spoordriehoek werd echter vooral gebruikt voor stoomlocomotieven, vermits de lengte van deze tractievoertuigen meestal te groot was voor de draaischijf.
Volgens de infrastructuurbeheerder ŽSR zal het station van Fiľakovo vermoedelijk gerenoveerd worden.

## Lijnen
- Spoorlijn 160 (Zvolen - Košice)
- Spoorlijn 164 (Fiľakovo - Somoskőújfalu) (naar Hongarije) (MÁV)